# Slavíci v kleci
Slavíci v kleci (v originále Les Choristes) je francouzsko-německo-švýcarsko dramatická komedie a muzikál z roku 2004, který režíroval Christophe Barratier. Snímek měl světovou premiéru dne 17. března 2004. Jedná se o remake filmu La Cage aux rossignols z roku 1945, který je sám inspirován příběhem existujícího vzdělávacího centra Ker Goat v Bretani, kde zaměstnanci pracovali na rozvoji dětí prostřednictvím cvičení sborového zpěvu.

## Děj
Film se odehrává v roce 1949. Clément Mathieu, nezaměstnaný učitel hudby, přijímá místo vychovatele v internátní škole pro chlapce. Represivní systém, který uplatňuje ředitel Rachin, Mathieua rozčiluje. Seznámením dětí s hudbou a sborovým zpěvem se Mathieuovi podaří změnit jejich každodenní život.

## Obsazení
| Gérard Jugnot            | Clément Mathieu                                 |
| François Berléand        | ředitel Rachin, učitel dějepisu a francouzštiny |
| Kad Merad                | Chabert, učitel tělocviku                       |
| Jean-Paul Bonnaire       | Maxence, ošetřovatel                            |
| Jean-Baptiste Maunier    | Pierre Morhange                                 |
| Marie Bunel              | Violette Morhange, matka Pierra                 |
| Maxence Perrin           | Pépinot                                         |
| Grégory Gatignol         | Pascal Mondain                                  |
| Thomas Blumenthal        | Corbin                                          |
| Pierre Lemaire           | Le Rédu                                         |
| Cyril Bernicot           | Le Querrec                                      |
| Simon Fargeot            | Boniface                                        |
| Théodule Carré-Cassaigne | Leclerc                                         |
| Philippe du Janerand     | Langlois, učitel matematiky                     |
| Carole Weiss             | komtesa                                         |
| Erick Desmarestz         | doktor Dervaux                                  |
| Paul Chariéras           | Régent                                          |
| Armen Godel              | lékař                                           |
| Monique Ditisheim        | Marie                                           |
| Steve Gadler             | pomocník Pierra Morhanga                        |
| Fabrice Dubusset         | Carpentier                                      |
| Marielle Coubaillon      | madame Rachin                                   |
| Colette Dupanloup        | kuchařka                                        |
| Didier Flamand           | Pépinot jako dospělý                            |
| Jacques Perrin           | Pierre Morhange jako dospělý                    |

## Ocenění
- Evropské filmové ceny: nejlepší filmová hudba (Bruno Coulais)
- César: nejlepší filmová hudba (Bruno Coulais) a nejlepší zvuk (Daniel Sobrino, Nicolas Cantin a Nicolas Naegelen); nominace v kategoriích nejlepší film, nejlepší režie (Christophe Barratier), nejlepší herec (Gérard Jugnot), nejlepší filmový debut (Christophe Barratier), nejlepší výprava (François Chauvaud), nejlepší herec ve vedlejší roli (François Berléand)
- Oscar: nominace v kategoriích nejlepší filmová píseň (Vois sur ton chemin) a nejlepší cizojazyčný film
- British Academy Film Awards: nominace v kategoriích nejlepší neanglický mluvený film, nejlepší adaptovaný scénář (Christophe Barratier a Philippe Lopes-Curval), Anthony Asquith Award for Film Music (Bruno Coulais)
- Goya: nejlepší evropský film